# David Liam McCormack
David Liam McCormack (25 de octubre de 1968) es un músico compositor y actor australiano, conocido como el líder del grupo de rock Custard con sede en Brisbane.  y por su interpretación como el personaje Bandit Heeler en la serie infantil animada Bluey.

## Carrera

### 1986-1989: Inicios
McCormack creció en el suburbio occidental de Brisbane de Kenmore, Queensland, y asistió a Ipswich Grammar School. Comenzó su carrera musical como vocalista y guitarrista en el grupo de blues hip hop rock de Brisbane, Who's Gerald?, en 1986, que incluía a los profesores de escuela Paul Medew en el bajo y Glen Donald en los teclados, reclutando a Cathy Atthow en la batería. Lanzaron un casete compacto, Who's Gerald's Greatest Hits en el mismo año en su propio Gerald Corp Records. En marzo de 1988 lanzaron un sencillo, "Wrestle Wrestle" y tenían la canción "Pins and Needles" en la compilación álbum recopilatorio de Youngblood de ese año.
Ese mismo año, McCormack y Medew formaron brevemente Automatic Graphic en 1988 con Scott Younger.

### 1989–2000, 2009–presente: Custard
En 1989, McCormack y Medew formaron Custard Gun con Shane Brunn (más tarde en Hugbubble, Vanlustbader) a la batería y James Straker (más tarde en Melniks). Después de varias actuaciones, Straker se fue a principios de 1990, la banda pasó a llamarse Custard y Straker fue reemplazado a finales de año por Matthew Strong en la guitarra.
Custard existió durante aproximadamente una década, con varios bateristas diferentes, incluidos Gavin Herrenberg, Danny Plant, John Lowry y Glenn Thompson (más tarde de The Go-Betweens). La banda lanzó cinco álbumes de estudio en la década de 1990: Buttercup/Bedford, Wahooti Fandango, Wisenheimer, We Have the Technology y Loverama, varios EP y sencillos y una recopilación de grandes éxitos titulada Goodbye Cruel World. 
En 2007 se lanzó una recopilación de videoclips en DVD llamada “The Spaces by the Side of the Road - A Digital History of Custard”.
Custard se preparó para un concierto el 10 de diciembre de 2009, como parte del Día de la Proclamación de Queensland, en su celebración del 150 aniversario. 
Custard lanzó un nuevo álbum en noviembre del 2015, titulado Come Back, All Is Forgiven, el cual le siguió The Common Touch, en 2017.
El sencillo 'Funky Again' se lanzó en marzo de 2020, antes del octavo álbum de estudio de la bandaRespect All Lifeforms.

#### Otras bandas de los noventa
McCormack trabajó en otras bandas durante la década de 1990, que se formaron en las salas de práctica de Custard y sus alrededores. The Cows de 1993 (más tarde denominado COW o C.O.W., para Country u Western) tenían a Thompson y Robert Moore en el bajo;   
así como Maureen Hansen en la voz, Susie Hansen en la voz y Mark Lowry (hermano gemelo de John Lowry) en el bajo en 1995. COW lanzó Beard en junio de 1996.
McCormack, Moore and Thompson grabaron con Robert Forster (exmiembro de The Go-Betweens) para su segundo álbum en solitario, Calling from a Country Phone, lanzado en 1993 y viajó con Foster como Silver Backwash.
Frank 'n' Stein de 1995 hizo que Moore y McCormack se unieran a su hermano Dylan McCormack (ex-Biro) e Ian Wadley. Miami, también de 1995, tuvo a Maureen Hansen (también en COW y más tarde novia de McCormack), Nick Naughton en la batería y a Medew. Miami lanzaría dos discos: Costume of Sand (marzo de 1997) y Feel the Seed (1998). Computor fue otra colaboración entre McCormick y Moore, que sonaba electrónica y lanzó una cinta llamadaFloppy Disk.

### 2000-2017:Lanzamiento en solitario, Los Titanics y Los Polaroids
Después de la disolución de Custard en 2000, McCormack formó The Titanics con Emma Tom y Thompson y la cineasta Tina Havelock Stevens. Los Titanics lanzaron "El tamaño no lo es todo" (2000) y "El amor es el diablo" (septiembre de 2000).
En 2001, McCormack lanzó un álbum en solitario de canciones electrónicas titulado “The Matterhorn”.
En 2002, McCormack reclutó una banda de acompañamiento llamada The Polaroids. Juntos lanzaron los álbumes Candy (2002) y The Truth About Love (2004).
En 2006, McCormack fue uno de los dos invitados "misteriosos" semanales en el programa de televisión australiano RocKwiz en SBS One.
En noviembre de 2006, bajo la dirección de JJJ, McCormack reunió una banda para realizar un concierto en el Tivoli (Tivoli, Queensland) en Brisbane como tributo al fallecido Grant McLennan de The Go-Betweens. A principios de 2007, McCormack entró en el estudio para producir un álbum tributo a la banda, llamado “Write Your Adventures Down”.
En octubre de 2009, McCormack lanzó el álbum Little Murders.
Desde 2009, ha sido responsable de muchas bandas sonoras de cine y televisión, incluidas The Tall Man (película de 2011), Rake, ' 'Redfern Now, House Husbands, Wild Boys y Blood Brothers. Además, McCormack también ha compuesto bandas sonoras para Garage Days de Alex Proyas  en 2002, y para la película de Daniel Krige, West en 2006.

### 2018-present: Actuación de voz
Desde 2018, McCormack ha protagonizado la serie de televisión animada de ABC Kids aclamada por la crítica  australiana, Bluey (serie de televisión), interpretando al personaje Bandit Heeler. 
Inicialmente se le acercó para que leyera lo que supuso que serían simplemente "un par de líneas", solo para expresar el personaje durante todo el piloto. McCormack realiza su trabajo de voz para la serie de forma remota en Sídney y sus grabaciones de voz luego se envían a la productora en Brisbane. No escucha a ningún otro actor de voz ni ve imágenes mientras graba, y no altera su propia voz para producir el diálogo de Bandit.  
En 2023, prestó su voz al personaje de Orbo en la serie de televisión Adventure Time: Fionna and Cake, de la plataforma Max (Warner).

## Discografía

### Álbumes
| Título                                                      | Detalles                                                                      |
| ----------------------------------------------------------- | ----------------------------------------------------------------------------- |
| The Matterhorn                                              | - Lanzamiento: 2001 - Formato: CD - Discográfica:                             |
| Candy (como David McCormack y The Polaroids)                | - Lanzamiento: August 2002 - Formato: CD - Discográfica: Das Kong Pty Ltd     |
| The Truth About Love (como David McCormack y The Polaroids) | - Lanzamiento: 2004 - Formato: CD, LP - Discográfica: Laughing Outlaw Records |
| Little Murders                                              | - Lanzamiento: 2009 - Formato: CD digital - Discográfica: Das Kong            |

## Filmografía
| Año          | Producción                      | Personaje     |
| ------------ | ------------------------------- | ------------- |
| 2018–present | Bluey                           | Bandit Heeler |
| 2023         | Adventure Time: Fionna and Cake | Orbo          |

## Otras fuentes
- McFarlane, Ian (1999). «Whammo Homepage». Encyclopedia of Australian Rock and Pop. St Leonards, NSW: Allen & Unwin. ISBN 1-86508-072-1. Archivado desde el original el 10 de octubre de 2004. Consultado el 23 de febrero de 2010. Note: Archived [on-line] copy has limited functionality.
- Spencer, Chris; Zbig Nowara, Paul McHenry with notes by Ed Nimmervoll (2002) [1987]. The Who's Who of Australian Rock. Noble Park, Vic.: Five Mile Press. ISBN 1-86503-891-1. Note: [on-line] version established at White Room Electronic Publishing Pty Ltd in 2007 and was expanded from the 2002 edition.